# Villaret de Baix
Villaret de Baix és una masia de Tavertet (Osona) inclosa a l'Inventari del Patrimoni Arquitectònic de Catalunya.

## Descripció
Masia situada damunt de l'embassament de Sau. És de planta rectangular coberta a dues vessants i amb el carener perpendicular a la façana, la qual es troba orientada a migdia. El portal és de forma rectangular i descentrat del cos de l'edificació. A la llinda del portal hi ha inscrits els senyals per a un rellotge de sol malgrat que no tingui busca. Dues finestres al primer pis amb els ampits motllurats. A la part de tramuntana sobresurt un cos que descansa sobre un contrafort, a llevant hi ha petites obertures. Els ràfecs conserven les antigues lloses de pedra. L'interior és ben conservat malgrat que la casa estigui deshabitada. Es construïda en pedra basta unida amb morter de calç, els elements de ressalt són de pedra carejada.
La cabana de la masia està assentada damunt la roca, és de planta rectangular i coberta a dues vessants. El mur de llevant el constitueix la pedra viva de la penya on s'adossa la construcció. La part de tramuntana no té cap obertura. A l'extrem de migdia hi ha una part porxada sostinguda per un pilar format per lleves de pedra a la part SW i al SE damunt la pedra, l'ampli voladís abriga dos porxos descoberts (planta i primer pis) i que ocupen la meitat de la planta, s'accedeix a la resta de l'edifici a través de dos portals, a la banda de migdia i sota els porxos. Es construïda tota en pedra i amb bigues de roure, l'estat de conservació és mitjà. Al davant hi ha l'era, tota de pedra viva.

## Història
Antic mas que el trobem registrat entre els quinze masos que formaven part de las parròquia de Sant Bartomeu Sesgorgues abans de la pesta negra (1348). Al 1553, i dins la parròquia de Sant Vicenç Sarriera, hi trobem registrat un tal STEVE VILARET, possiblement es refereixi al Villaret de Baix, ja que uns anys més tard, al 1572, la parròquia de Sant Bartomeu rebrà el territori de diversos masos, entre els quals, l'únic que estava habitat era el Villaret de Baix. La casa no conserva cap dada constructiva que permeti datar les reformes del mas.